# Ministerstwo Przemysłu (1987–1991)
Ministerstwo Przemysłu – polskie ministerstwo istniejące w latach 1987–1991, powołane w celu realizowania polityki przemysłowej państwa i poczynań kierunkowych sprzyjających rozwojowi przedsiębiorczości. Minister był członkiem Rady Ministrów. 

## Ustanowienie urzędu
Na podstawie ustawy z 1987 r. o utworzeniu urzędu Ministra Przemysłu ustanowiono nowy urząd w miejsce zniesionego urzędu Ministra Górnictwa i Energetyki, urzędu Ministra Hutnictwa i Przemysłu Maszynowego urzędu Ministra Przemysłu Chemicznego i Lekkiego oraz Urzędu Gospodarki Materiałowej i Paliwowej.

## Ministrowie
- Jerzy Bilip (1987–1988)
- Mieczysław Wilczek (1988–1989)
- Tadeusz Syryjczyk (1989–1990)
- Andrzej Zawiślak (1991)

## Zakres działania urzędu
Do zadań Ministra Przemysłu należy realizacja polityki przemysłowej państwa w stosunku do wszystkich podmiotów gospodarczych, niezależnie od formy własności, a w szczególności:
- opracowywanie założeń polityki przemysłowej państwa,
- analizowanie i prognozowanie potrzeb społeczeństwa i gospodarki na podstawowe wyroby i usługi przemysłowe w celu opracowywania założeń, prognoz rozwoju i studiów przedplanowych,
- zapewnianie sprawnego i efektywnego funkcjonowania przemysłu,
- współdziałanie w kształtowaniu systemów ekonomiczno-finansowych, służących do sterowania działalnością przemysłową i sprzyjających rozwojowi państwowych, spółdzielczych i prywatnych podmiotów gospodarczych,
- inicjowanie przedsięwzięć organizacyjnych i ekonomiczno-finansowych, wspierających rozwój przedsiębiorczości oraz umożliwiających optymalne wykorzystanie czynników wytwórczych w celu poprawy efektów ekonomicznych, rzeczowych i jakościowych,
- tworzenie warunków sprzyjających dostosowaniu ilości i jakości wyrobów i usług przemysłowych do potrzeb odbiorców krajowych i zagranicznych,
- wspieranie rozwoju małych przedsiębiorstw przemysłowych,
- współdziałanie w opracowywaniu planów społeczno-gospodarczych oraz planu finansowego i budżetu państwa.

## Kierunki przekształceń strukturalnych w przemyśle
Do zadań urzędu Ministra Przemysłu należało określanie kierunków i inicjowanie przekształceń strukturalnych w przemyśle oraz wdrażanie i upowszechnianie postępu naukowo-technicznego i organizacyjnego w celu zapewnienia nowoczesności i wysokiej jakości produkcji i usług przez:
- tworzenie technicznych, ekonomicznych i organizacyjnych warunków do przekształceń strukturalnych w przemyśle, w tym przez gospodarowanie środkami Funduszu Zmian Strukturalnych w Przemyśle,
- realizację polityki inwestycyjnej w przemyśle, w tym koordynowanie i nadzorowanie procesu realizacji inwestycji centralnych,
- tworzenie i inicjowanie tworzenia przedsiębiorstw państwowych, zakładanie i inicjowanie zakładania spółek oraz występowanie z inicjatywą tworzenia jednostek drobnej wytwórczości, a także innych jednostek organizacyjnych,
- inicjowanie prac badawczo-rozwojowych, współdziałanie w ich programowaniu, tworzenie warunków do prowadzenia tych prac oraz do wdrażania nowoczesnych rozwiązań naukowo-technicznych i organizacyjnych,
- ustalanie kierunków przekształceń organizacyjnych w przemyśle,
- współdziałanie w realizacji polityki licencyjnej, ocena wykorzystania nabytych licencji oraz tworzenie warunków ich racjonalnego wykorzystania,
- organizowanie systemu oraz zapewnianie warunków dla przepływu i wykorzystania informacji naukowo-technicznej i ekonomicznej w przemyśle,
- kształtowanie zasad i realizacja polityki doboru i doskonalenia kadr kierowniczych w przemyśle.

## Zasady efektywnego gospodarowania
Minister Przemysłu zobowiązany był do określanie zasad i tworzenie warunków do efektywnego gospodarowania surowcami, materiałami, paliwami i energią w celu zmniejszenia energochłonności i materiałochłonności przemysłu przez:
- ustalanie zasad racjonalnej i oszczędnej gospodarki materiałami, surowcami, paliwami i energią,
- współdziałanie w ustalaniu zasad zaopatrzenia materiałowo-technicznego gospodarki,
- ustalanie i kontrolowanie stosowania norm i normatywów zużycia surowców, materiałów, paliw, energii oraz norm ubytków naturalnych,
- kształtowanie warunków pozyskiwania i wykorzystywania surowców wtórnych i odpadowych, regeneracji części zamiennych oraz ustalanie zasad gospodarki opakowaniami,
- tworzenie warunków optymalizacji metod kontroli jakości materiałów i wyrobów przemysłowych,
- koordynowanie rozwoju górnictwa skalnego,
- opracowywanie i upowszechnianie zasad racjonalnej eksploatacji maszyn i urządzeń w gospodarce narodowej, w tym ustalanie warunków ich dopuszczania do eksploatacji i obrotu,
- podejmowanie działań w celu eliminowania lub ograniczania szkodliwego wpływu działalności przemysłowej na środowisko,
- podejmowanie działań na rzecz poprawy warunków bezpieczeństwa i higieny pracy.

## Współpraca gospodarcza z zagranicą
Urząd Ministra Przemysłu w zakresie współdziałanie w realizacji współpracy gospodarczej z zagranicą: 
- określaniu proeksportowych kierunków rozwoju przemysłu,
- ustalaniu zasad współpracy z zagranicą przedsiębiorstw i innych jednostek organizacyjnych oraz przez nadzór, w zakresie określonym w odrębnych przepisach, nad tą współpracą,
- inicjowaniu tworzenia wspólnych przedsiębiorstw z zagranicznymi podmiotami gospodarczymi i spółek z udziałem kapitału zagranicznego.

## Zadania i obowiązki urzędu jako organu założycielskiego
Minister Przemysłu wykonywał na zasadach i w trybie określonych w odrębnych przepisach zadania i obowiązki organu założycielskiego przedsiębiorstw państwowych oraz organu sprawującego nadzór nad działalnością jednostek badawczo-rozwojowych, w zakresie:
- przemysłu paliwowo-energetycznego,
- przemysłu metalurgicznego,
- przemysłu elektromaszynowego,
- przemysłu chemicznego,
- przemysłu mineralnego,
- przemysłu drzewno-papierniczego,
- przemysłu lekkiego,
- innych przemysłów nie objętych zakresem działania innych naczelnych i centralnych organów administracji państwowej.

## Zniesienie urzędu
Na podstawie ustawy z 1991 r. o utworzeniu urzędu Ministra Przemysłu i Handlu zniesiono urząd Ministra Przemysłu.